# Niederländische Badmintonmeisterschaft 2010
Die Niederländische Badmintonmeisterschaft 2010 fand vom 29. bis zum 31. Januar 2010 in Almere statt.

## Austragungsort
- Topsportcentrum Almere, Almere

## Medaillengewinner
| Disziplin    | Gold                               | Silber                         | Bronze                                       |
| ------------ | ---------------------------------- | ------------------------------ | -------------------------------------------- |
| Herreneinzel | Eric Pang                          | Dicky Palyama                  | Lester Oey                                   |
| Herreneinzel | Eric Pang                          | Dicky Palyama                  | Koen Ridder                                  |
| Dameneinzel  | Yao Jie                            | Judith Meulendijks             | Patty Stolzenbach                            |
| Dameneinzel  | Yao Jie                            | Judith Meulendijks             | Rachel van Cutsen                            |
| Herrendoppel | Jacco Arends Jelle Maas            | Jorrit de Ruiter Dave Khodabux | Dennis van Daalen De Jel Rikkert Suijkerland |
| Herrendoppel | Jacco Arends Jelle Maas            | Jorrit de Ruiter Dave Khodabux | Stephan van Houtem Jürgen Wouters            |
| Damendoppel  | Paulien van Dooremalen Lotte Bruil | Samantha Barning Eefje Muskens | Patty Stolzenbach Iris Tabeling              |
| Damendoppel  | Paulien van Dooremalen Lotte Bruil | Samantha Barning Eefje Muskens | Judith Meulendijks Selena Piek               |
| Mixed        | Dave Khodabux Samantha Barning     | Jorrit de Ruiter Lotte Bruil   | Chris Bruil Nicole Coppens                   |
| Mixed        | Dave Khodabux Samantha Barning     | Jorrit de Ruiter Lotte Bruil   | Jürgen Wouters Rachel van Cutsen             |